# Великая Солёная
Великая Солёная (укр. Велика Солона, до 2016 г. — Куйбышевка) — село в Еланецком районе Николаевской области Украины.
Основано в 1764 году. Население по переписи 2001 года составляло 1184 человек. Почтовый индекс — 55534. Телефонный код — 5159. Занимает площадь 3,336 км².

## Местный совет
55534, Николаевская обл., Еланецкий р-н, с. Великая Солёная, ул. Ленина, 41